# Matt Holland
Matthew Rhys Holland (*Bury, Inglaterra, 11 de abril de 1974) es un exfutbolista inglés nacionalizado irlandés. Juega de volante y su último equipo fue el Charlton Athletic.

## Selección nacional
Fue internacional con la Selección nacional de fútbol de Irlanda, en la cual jugó 49 partidos internacionales y anotó 5 goles.

## Participaciones en Copas del Mundo
| Mundial                        | Sede                | Resultado        |
| ------------------------------ | ------------------- | ---------------- |
| Copa Mundial de Fútbol de 2002 | Japón Corea del Sur | Octavos de final |

## Clubes
| Club              | País       | Año       |
| ----------------- | ---------- | --------- |
| AFC Bournemouth   | Inglaterra | 1995-1997 |
| Ipswich Town      | Inglaterra | 1997-2003 |
| Charlton Athletic | Inglaterra | 2003-2009 |

- Datos: Q531183
- Multimedia: Matt Holland / Q531183